# Escuela Sudbury Valley

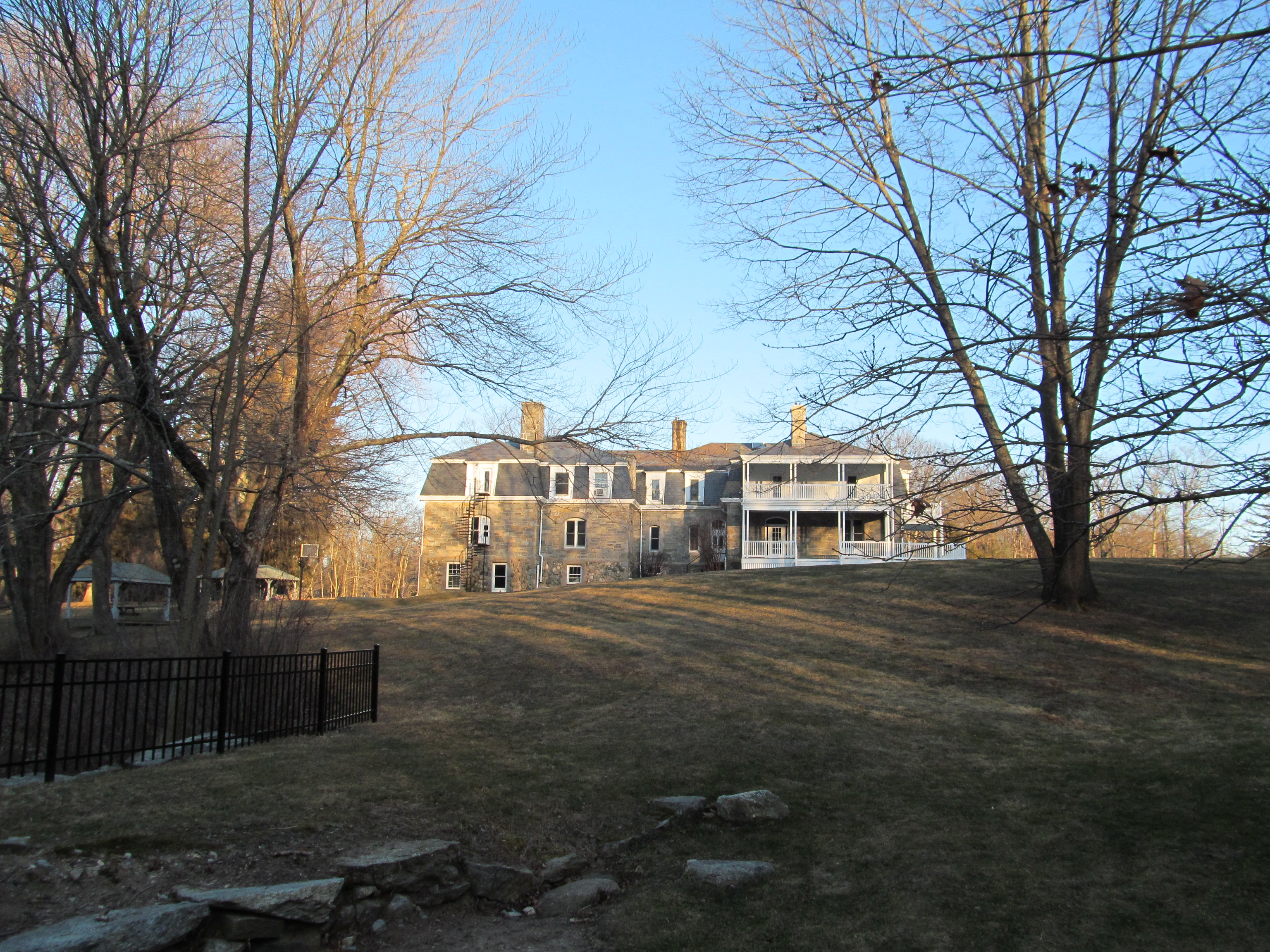
Sudbury Valley School, Framingham Massachusetts.

La Escuela Sudbury Valley fue fundada en 1968 en Framingham, Massachusetts, Estados Unidos. Existen hoy en día más de 40 escuelas basadas en el Modelo Sudbury en los Estados Unidos, Dinamarca, Israel, Japón, Holanda, Bélgica , Alemania , España , Chile y Ecuador . El modelo consta de dos principios básicos: libertad educacional y gobierno democrático. Es una escuela privada, atendida por niños y jóvenes de 4 a 19 años de edad.
La Escuela Sudbury Valley practica una forma de educación democrática en la cual los alumnos deciden individualmente que hacer con su tiempo, y aprenden como subproducto simplemente de la experiencia en vez de hacerlo por medio de clases o un plan de estudio estándar. A los alumnos se les concede completa responsabilidad por su propia educación y la escuela es manejada por medio de una democracia directa en la cual los alumnos y el personal gozan de igualdad de derechos.

## Filosofía educacional
Ciertos aspectos del modelo Sudbury lo distinguen de otras escuelas que se hacen llamar "escuelas democráticas" o "escuelas libres". Las siguientes características se aplican a la Escuela Sudbury Valley:
- Desenfatización de las clases: las clases se presentan solamente cuando un individuo las crea, y no se espera que el personal ofrezca algún tipo de currículo — la mayoría de escuelas democráticas ofrecen por lo menos algún plan de estudios básico. La actitud de las escuelas Sudbury respecto a las clases proviene de la convicción de que cada individuo estudia y aprende lo que debe saber por la vida misma y que no es necesario intentar diseñar un plan de estudios que prepare a una persona joven para la vida adulta. Protegiendo, en esta forma, uno de los derechos de los alumnos en esta escuela, el derecho de autodeterminación.
- Mezcla de edades: los alumnos no están separados en grupos de edad de ninguna clase y les es permitido mezclarse libremente, permitiéndoles la interacción con aquellos más jóvenes y aquellos de más edad que ellos; la libre mezcla de edades es enfatizada como una potente herramienta para el estudio, el aprendizaje y el desarrollo en todas las edades.
- Democracia autónoma: otra de las diferencias prominentes es la limitación — o la total ausencia — de intervención parental en la administración de las escuelas Sudbury; las escuelas Sudbury son gobernadas por la Asamblea democrática de la escuela en la que los alumnos y el personal participan exclusivamente y por igual. Los miembros de estas escuelas aprenden democracia por medio de la experiencia, y gozan de los derechos del individuo y de las tres libertades que constituyen la responsabilidad personal — libertad de elección, libertad de acción, libertad de cargar con los resultados de la elección y de la acción.[4][5] Sorprendentemente, la Asamblea democrática de una escuela Sudbury es también la autoridad única que contrata y despide al personal que sirve en la escuela. Estos aspectos también diferencian estas escuelas de la mayoría de las demás.
- Orden y disciplina: se logran por medio de un enfoque dual basado en un marco libre y democrático: una combinación de autoridad popularmente basada, cuando las reglas y los reglamentos son fijados por toda la comunidad, pasados justa y democráticamente por toda la comunidad de la escuela, supervisados por un buen sistema de imponer estas leyes -- "debido proceso"; y fomentando disciplina interna en los miembros de la comunidad mejorando su habilidad de cargar con la responsabilidad y la autosuficiencia.[6]
- Educación en valores: Las escuelas Sudbury eligen reconocer que los alumnos son personalmente responsables por sus actos, en oposición a virtualmente todas las escuelas hoy en día que lo deniegan. La denegación es triple: las escuelas no les permiten a los alumnos elegir plenamente su curso de acción; no les permiten a los alumnos embarcarse en el curso, una vez elegido; y no les permiten a los alumnos sufrir las consecuencias del curso, una vez tomado. Libertad de elección, libertad de acción, libertad de cargar con los resultados de la elección y de la acción -- estas son las tres libertades que constituyen la responsabilidad personal. Las escuelas Sudbury alegan que la ética es un curso que enseña la experiencia de la vida. Ellas aducen que el ingrediente absolutamente esencial para adquirir valores -- y para la acción moral es la responsabilidad personal, que las escuelas estarán involucradas en la enseñanza de la moral cuando se conviertan en comunidades de personas que respetan plenamente el derecho reciproco de hacer elecciones, y que la única forma en que las escuelas pueden convertirse en proveedores significativos de valores éticos es si proveen a los alumnos y al personal con experiencias de la vida real que son portadoras de importancia moral.[5] El estudio 'The Moral Behavior of Children and Adolescents at a Democratic School' (El Comportamiento Moral de los Niños y Adolescentes en una Escuela Democrática) examina el discurso moral, la reflexión, y el desarrollo en una comunidad escolar con un proceso similar al descrito por Lawrence Kohlberg. Los datos fueron tomados de una amplia serie de notas de campo hechas en un estudio etnográfico en la Escuela Sudbury Valley (una escuela no graduada, estructurada democráticamente en Framingham, MA, E.U.), en la cual alumnos, de 4 a 19 años de edad, son libres de elegir sus propias actividades y sus propios compañeros. Viñetas fueron analizadas usando un enfoque de teoría basado en el análisis cualitativo y los temas fueron desarrollados de un análisis de observaciones de asambleas. Cada tema describe un nivel de participación que los alumnos adoptan en el proceso y que provee oportunidades para que ellos desarrollen y profundicen el entendimiento del balance de los derechos y responsabilidades personales en la comunidad. El estudio agrega al entendimiento de la educación y del desarrollo del niño describiendo una escuela que difiere significativamente en su práctica de la más amplia comunidad educacional y validando la tesis de Kohlberg acerca del desarrollo del razonamiento moral.[7]
- Evaluación: las escuelas Sudbury no hacen y no dan evaluaciones, valoraciones o recomendaciones, aduciendo que ellas no realizan estimaciones de las personas y que la escuela no es un juez. Comparar alumnos uno con el otro, o a un estándar que se ha fijado es para ellos una violación del derecho del alumno a la privacidad y a la autodeterminación. Ellos aducen que los alumnos deciden por sí mismos cómo medir su progreso como aprendedores de autoarranque como un proceso de autoevaluación: aprendedores verdaderos de por vida y la evaluación educacional apropiada para el siglo 21.[8] De acuerdo a las escuelas Sudbury, esta política no causa daño a sus alumnos cuando pasan a vivir fuera de la escuela. No obstante, admiten que les dificulta el proceso, pero que tal dificultad es parte del aprendizaje de abrirse su camino, fijar sus estandartes y lograr sus metas. La política de no calificar y no clasificar ayuda a crear una ambiente libre de competencia entre los alumnos o batallas por la aprobación de los adultos, y fomenta un ambiente cooperativo positivo entre el cuerpo estudiantil.[9]
- El papel de los adultos: la escuela está organizada para permitir la libertad de la interferencia de los adultos en la vida diaria de los alumnos. Siempre que los niños no hagan daño a nadie, ellos pueden utilizar su tiempo en la escuela como lo deseen. Los adultos en otras escuelas preparan un plan de estudio, enseñan a los alumnos el material y entonces examinan y califican su aprendizaje. Los adultos en Sudbury Valley son "los guardianes de la libertad de los niños para realizar sus propios intereses y estudiar y aprender lo que ellos desean", creando y manteniendo un ambiente que cultiva, en el cual los niños sienten que se preocupan por ellos, y que no les roba su tiempo para explorar y descubrir su propio yo interno. Ellos están también ahí para responder preguntas e impartir ciertas habilidades o conocimientos cuando se les es solicitado por los alumnos.[10][5][11]
- Diplomas: La Escuela Sudbury Valley tiene plena acreditación para otorgar una Diploma de Secundaria; aun cuando en la comunidad de las escuelas Sudbury y en Sudbury Valley misma, es un asunto controvertido, dada la posición con respecto a la evaluación. Cada alumno que desea recibir un diploma formula un ensayo acerca de como se ha preparado para la vida adulta y para la entrada a la comunidad en general. La tesis es revisada, junto con una copia del historial judicial y del historial de asistencia, por tres miembros del personal de otras escuelas Sudbury, que se encuentra con el alumno/a que desea el diploma y deciden si los estandartes para recibirla fueron llenados.[12]
- Pluralismo: la escuela Sudbury Valley no propugna ni aboga o promociona ningún principio político. No está ligada a ningún movimiento político o económico, excepto por su dedicación a permitir a los niños el ser autónomos en la escuela. A diferencia de virtualmente todas las otras escuelas, Sudbury Valley no fomenta en sus alumnos la participación en causas específicas o en movimientos sociales, confiando en que el libre mercado de las ideas los conduzca/lleve a acciones y a movimientos que responden a sus deseos.

## Instituciones escolares

### Asamblea escolar
Los alumnos y el personal son invitados a participar en el funcionamiento, manejo y gobierno de la escuela por medio de la Asamblea, recibiendo cada participante un voto. Las Asambleas son manejadas utilizando las reglas asamblearias. La Asamblea escolar fija las reglas y los reglamentos de todos los aspectos de la escuela, incluyendo el aspecto financiero, nuevas reglas, y la elección del personal. Con el objeto de mantener a la escuela funcionando sin problemas, también crea empleados, comités y corporaciones.

### Empleados, comités y corporaciones
Los empleados son esencialmente empleados administrativos que manejan tareas en la escuela, tales como mantenimiento del terreno o listas de asistencia. Los comités manejan tareas más amplias, como estética de la escuela o violación de las reglas; la membresía en el Comité Judicial es descrita más adelante, pero todos los demás comités permanentes de la escuela tienen membresía abierta -- todo Miembro de la Asamblea de la Escuela (personal o alumno) puede afiliarse a un comité en los primeros diez días de octubre o los primeros diez días de enero. Las Corporaciones de la Escuela son el equivalente de departamentos o clubes en las escuelas tradicionales -- todos los miembros de la Asamblea de la Escuela (personal y alumno) pueden ser miembros de una corporación, y cada corporación elige sus propios directores.

### El Comité Judicial
El Comité Judicial investiga alegaciones de la violación de las reglas de la escuela, mantiene un juicio, determina el veredicto, e impone la sentencia (muy parecido al presente sistema judicial en los Estados Unidos). Si hay apelación a un veredicto, la apelación es oída en la Asamblea semanal de la escuela. Los alumnos y también el personal pueden ser llamados ante el Comité Judicial.

### La Asamblea de la escuela
Se realiza también una Asamblea anual de la escuela, la cual es el brazo que fija la política general de la escuela. Está compuesta por el personal, los alumnos y los padres de los alumnos. Su principal propósito es aprobar el presupuesto de la escuela presentado por la Asamblea escolar. También elige un Consejo de Administración/Board of Trustees, que solo existe en capacidad de consejero.

## Instalaciones
Siguiendo su filosofía educacional, las instalaciones son algo diferentes de la mayoría de las escuelas. No hay salones de clase tradicionales y no hay clases o lecciones tradicionales, aun cuando los niños gozan de la libertad de solicitar instrucción en cualquier tema o conversar con cualquiera de los miembros del personal acerca de cierto tema que les interesa.
El edificio principal es una gran mansión de estilo Victoriano. Existen muchos cuartos de propósito general, así como cuartos designados especialmente como cuartos de lectura, cuartos de música, etc. Existen varios edificios exteriores, con instalaciones para trabajo en madera y otras actividades. El terreno de 10 acres (40,000 m²) incluye colinas, bosques, un campo de juego tradicional y un gran estanque. Existen también ordenadores con acceso a internet y videojuegos.

## El personal
No hay plazas fijas en la Escuela Sudbury Valley; ellos aducen que esto los mantiene en alerta y siendo efectivos con respecto a los alumnos. La Asamblea Escolar, con cada participante recibiendo un voto, contrata el personal, como parte de sus obligaciones en el manejo de la escuela. Cada año, en la primavera, se realizan elecciones del personal para el año siguiente. Todo el que quiere servir debe postular su nombre a elección. La Asamblea Escolar debate largamente las necesidades del personal, y en su turno discute cada candidato. El día de elecciones, todos en la escuela, alumnos y personal, tiene la oportunidad de votar votación secreta. Pese a esto, ellos aducen que la clase de responsabilidad, obligación, compromiso y dedicación a una institución que tiene el personal de la Escuela Sudbury Valley es absolutamente único: una responsabilidad, obligación, compromiso y dedicación a ver a la Escuela Sudbury Valley florecer. El presente personal ha estado ligado profesionalmente con la escuela por un periodo de tiempo de entre dos a cuarenta años.
- Mach Bell, cantante con Mach 5, anteriormente con Thundertrain[17]
- Denise Geddes
- Scott David Gray
- Daniel Greenberg, uno de los fundadores
- Hanna Greenberg, uno de los fundadores
- Mikel Matisoo
- Tay Arrow Parker
- Joan Rubin, uno de los fundadores
- Mimsy Sadofsky, uno de los fundadores

## Plan de estudios
La escuela no tiene actividades académicas obligatorias o requeridas, y no tiene expectaciones académicas para completar la estancia en la escuela. Los alumnos son libres de dedicar su tiempo de acuerdo con sus deseos.

## Sutilezas de una escuela democrática
Ciertos matices en la operación de la Escuela Sudbury Valley han emergido en el transcurso de los años que ella existe, que son esenciales para definirla:
- Neutralidad política

La Escuela Sudbury Valley es apolítica. Esta es una escuela en la cual ellos conscientemente no ponen atención a las opiniones políticas de las personas que quieren ser miembros de la comunidad: afiliación de partido, filosofía, clase, acerca de cada una de las características que separan a las facciones políticas en la sociedad. La escuela no endorsa, o apoya, o se involucra con ningún proyecto, programa o actividad local que tiene una agenda política, mientras que las escuelas alternativas y otras escuelas democráticas virtualmente todas se identifican con ciertos movimientos políticos. La escuela practica la idea de que gente de enfoques políticos y sociales divergentes pueden trabajar en conjunto en una empresa común en la que tienen otras metas comunes que las políticas, que ideas políticas y de punto de vista se desarrollaran naturalmente y serán discutidas por las personas entre ellas y que 'la ley del país' es más justa y más razonable cuando es pluralista, y no toma formalmente lados en elecciones estéticas o políticas.
- La existencia de las reglas asamblearias

Las reuniones oficiales de cualquier grupo en esta escuela funcionan de acuerdo con cierto conjunto de gestiones explícitas y formales. La función principal de las reglas asamblearias es proteger todos los puntos de vista y darles la ventilación más imparcial y rigurosa posible permitiendo la toma de decisiones, en oposición a los modelos de toma de decisiones más predominantes en la escuelas, el modelo autoritario, y el operado como una continua dinámica de grupo, incluyendo otras escuelas democráticas, algunas de las cuales funcionan sin reglas asamblearias. Las reglas constituyen la principal protección, para a la razón, el intelecto, la objetividad, la imparcialidad, y las minorías en el contexto de un grupo, en oposición a los sentimientos y las emociones. Es la existencia de un procedimiento claro y explícito que protege y anima a las personas a introducir mociones, de ahí vienen a sentir que existe el acceso al proceso político en general.
- El Imperio de la ley

El Imperio de la ley es generalmente reconocido como piedra angular de una sociedad ordenada y organizada. En esta escuela, las leyes son siempre promulgadas por escrito, y se conserva documentación cuidadosa del cuerpo de precedentes alrededor de cada regla. Hay un proceso sencillo accesible a todos los miembros de la comunidad. No hay abertura, pequeña como sea, para que se introduzca una autoridad arbitraria o caprichosa.
Las escuelas públicas siguen siendo uno de los últimos bastiones de gobierno autocrático en nuestra sociedad. No existe de hecho en ellas el imperio de la ley, por lo general al igual que en las escuelas alternativas en donde el poder reside en el capricho momentáneo de la mayoría en cierto instante. Ellos consideran a la unidad de la comunidad como el valor principal y que toma precedencia sobre todo lo demás. Por lo cual ellos generalmente socavarán todo atentado de instituir el imperio de la ley, puesto que ello haría tender a un individuo el sentirse seguro y lo protegería cuando eligiera tomar una posición diferente.
- Sufragio universal

Es la idea de que todos y cada uno de los miembros de la escuela, alumno y personal, tiene un voto. Es en realidad una idea sencilla, en oposición a la idea de la democracia como es vendida en la academia, en el corazón de nuestro sistema educacional, en donde la idea es una idea griega: la democracia es para los privilegiados. Confundiendo el tema de la materia con el tema del poder político.
- Protegiendo los Derechos individuales

Esta escuela tiene una fuerte tradición de que existen derechos que pertenecen a cada miembro individuo de la comunidad escolar y que estos deben ser protegidos en toda forma posible, por ejemplo el derecho de la privacidad. Por este derecho no hay intervención en los asuntos privados de los alumnos — intervención que caracteriza a otras escuelas, incluyendo otras escuelas democráticas.
Protegiendo los Derechos individuales no es un concepto absoluto; es un concepto mucho más sutil, uno en el que se traza la línea entre el interés de la comunidad y el interés privado que implicar una gran cantidad de juicio. La idea de los derechos individuales está ausente de las escuelas, porque los derechos de la gente en las escuelas — incluyendo otras escuelas democráticas — simplemente no son respetados, aun cuando hay en ocasiones apoyo de boca para afuera.

## Graduados (exalumnos)
La Escuela Sudbury Valley ha publicado dos estudios de sus graduados en el transcurso de los últimos cuarenta años. Ellos se han enterado, entre otras cosas, que alrededor del 80% de sus alumnos se ha graduado de la universidad y que ellos han continuado y han tenido éxito en muchos campos de la vida. No ha habido, hasta ahora, estudios formales de los graduados de otras escuelas Sudbury, anecdoticamente, parece ser que han tenido resultados similares.

## Lectura adicional
- Raymond H. Hartjen, The Preeminent Intelligence - Social IQ (Sudbury model of democratic education). Archivado el 26 de diciembre de 2017 en Wayback Machine. Desarrollo de las habilidades sociales y su relevancia para la continuación del refinamiento del intelecto. (véase en Explorer).